# Master/slave
Master/slave is in de informatietechnologie een model van asymmetrische communicatie of besturing waarbij een apparaat of proces (de "master") een of meerdere andere apparaten of processen (de "slaves") bestuurt. Dit kan bijvoorbeeld het geval zijn in een AXI, waarbij de master transacties initialiseert en de slaves reageren op die transacties. Ook twee flitsers kunnen master en slave zijn. De flitser op de camera is dan de master, een elders geplaatste losse flitser (slave) reageert onmiddellijk op de master, zodat het te fotograferen object van twee kanten wordt belicht. 

## Vernieuwing termen
De termen master en slave worden als discriminerend ervaren, daarom worden hiervoor nieuwe termen ingevoerd. Voorbeelden hiervan zijn: primary/replica, primary/secondary, principal/agent en controller/worker.